# Arrhinoceratops
Arrhinoceratops (arrhino, "sem nariz", e ceratops, "rosto com chifres") foi uma espécie de dinossauro ceratopsídeo casmossauríneo que viveu no fim do período Cretáceo. Media entre 5 e 8 metros de comprimento, 2 metros de altura e seu peso é até então desconhecido. A espécie-tipo é a Arrhinoceratops brachyops.
O Arrhinoceratops viveu na América do Norte e seus fósseis foram encontrados em Alberta, no Canadá. Fósseis diferentes chegaram a ser nomeados como uma outra espécie de arrinocerátops, que seria chamada Arrhinoceratops utahensis, mas que acabou retirada desse gênero após ser identificada como Torosaurus.

## Descoberta
Descrito por William Arthur Parks em 1925, Arrhinoceratops é conhecido por um crânio parcialmente esmagado e ligeiramente distorcido que não tinha as mandíbulas inferiores. Os restos mortais foram coletados no sítio Neill's Ranch, ao longo do Rio Red Deer em Alberta por uma expedição de 1923 da Universidade de Toronto. Parks nomeou a espécie-tipo Arrhinoceratops brachyops, cujo nome genérico é derivado do grego α~, "sem", ῥίς, rhis, "nariz", κέρας, keras, "chifre" e ὤψ, ops, "rosto", pois Parks havia estabelecido que nenhum chifre nasal separado estava presente. O nome específico significa "rosto curto" do grego βραχύς, brachys, "curto".
O holótipo é ROM 796 (anteriormente ROM 5135), que foi encontrado em uma camada da Formação Horseshoe Canyon datada do final do Campaniano ou talvez do começo do Maastrichtiano. Consiste no crânio original. Outro material de Utah, encontrado na década de 1930, foi postumamente nomeado Arrhinoceratops utahensis por Charles Whitney Gilmore em 1946. É baseado no holótipo USNM 15583. Gilmore tinha dúvidas sobre a identificação. Em 1976, Douglas A. Lawson transferiu a espécie para o gênero Torosaurus, como um Torosaurus utahensis.
Além do crânio do holótipo, pouco material fóssil de Arrhinoceratops brachyops foi encontrado. Em 1981, Helen Tyson, em uma revisão do gênero, referiu-se provisoriamente ao espécime ROM 1439, mas em 2007 Andrew Farke moveu isso para Torosaurus.

## Descrição

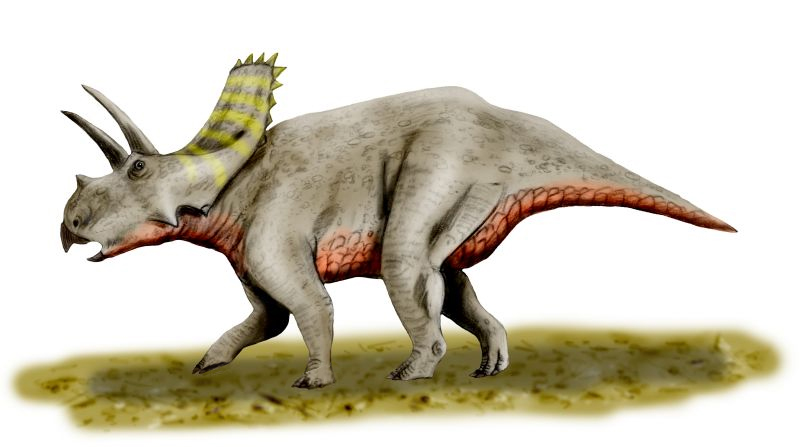
Restauração

Como esse dinossauro é conhecido apenas por seu crânio, os cientistas têm poucos dados sobre sua anatomia geral. O crânio, conforme restaurado, apresenta um folho largo e quadrado no pescoço com duas aberturas ovais. O folho é profundamente nervurado na parte superior e inferior por sulcos arteriais. Os lados do folho são adornados por cerca de nove osteodermas. A borda posterior do folho é levemente recortada. O esquamosal esquerdo no lado do folho do holótipo mostra uma abertura patológica, talvez o resultado de um ferimento. Seus chifres superciliares eram moderadamente longos, mas seu chifre nasal era mais curto e rombudo do que a maioria dos ceratopsídeos. O focinho é curto e alto. Seu corpo é considerado típico dos Ceratopsidae. Com base no crânio, alguns livros de ciência popular estimam que o comprimento do corpo seja de 6 m quando totalmente crescido. Em 2010, Gregory S. Paul estimou seu comprimento em 4,5 metros, seu peso em 1,3 toneladas.
Richard Swann Lull já havia criticado educadamente a descrição original de Parks em 1933, e Tyson descobriu que Parks, um entomologista, havia cometido muitos erros. O mais notável deles foi que a própria característica que deu nome ao gênero, a falta de uma ossificação separada ou os epinasale para o chifre nasal, é de fato normal para os ceratopsídeos, em cujo grupo esse chifre é uma excrescência do osso nasal, não um elemento distinto. Outras observações incorretas de Parks incluíram a conclusão de que o os rostrale, o núcleo ósseo do bico superior, tocava diretamente os nasais em vez de ser separado deles pelas pré-maxilas; um processo anterior presumido do jugal tocando a pré-maxila; e pensando que a barra interparietal do babado apresentava um elemento esquelético separado.